# Condado de Davis (Utah)

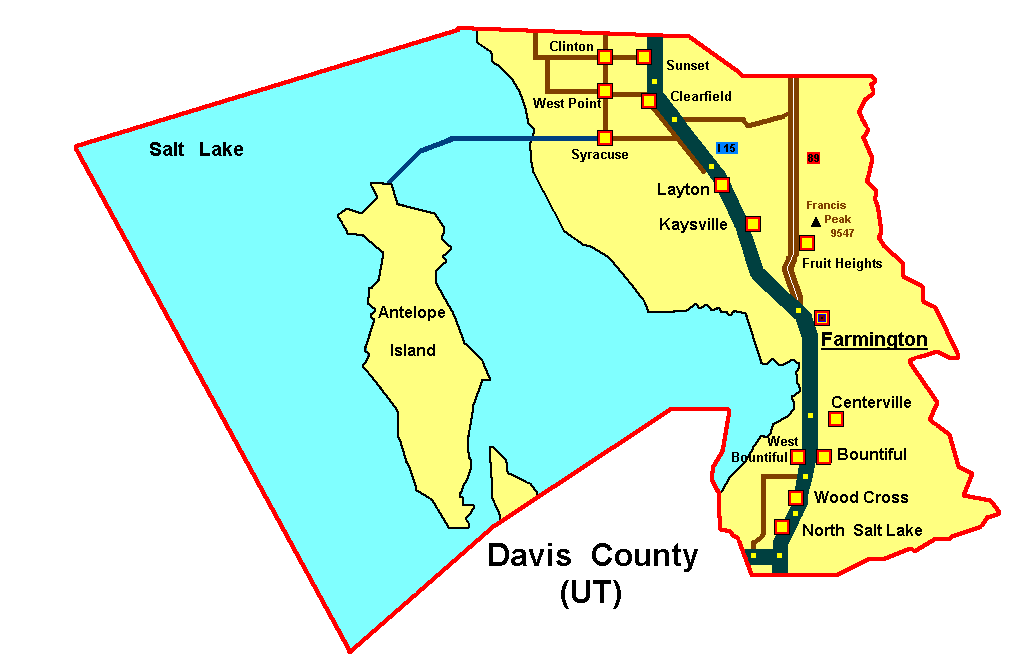
Detalle del condado de Davis.

Davis County es un condado del estado de Utah, Estados Unidos. Teniendo en cuenta la superficie, es el más pequeño de Utah. En 2000 la población era de 238.994 habitantes y en 2005 su población se estimó en 268.187 habitantes. Recibe su nombre por Daniel C. Davis, capitán del Batallón Mormón (Mormon Battalion). El condado es parte del área metropolitana de Ogden-Clearfield, pero geográficamente, la mitad sur del condado tiene más en común con Salt Lake City que con Ogden. Su capital es Farmington y su mayor ciudad Layton.
En el condado de Davis se encuentra el parque de atracciones Lagoon Amusement Park en Farmington, el parque de atracciones principal de la zona de Wasatch Front.